# Nothoprocta pentlandii
Nothoprocta pentlandii là một loài chim trong họ Tinamidae.